# Light Blue
Light Blue è un profumo della casa di moda Dolce & Gabbana.

## Storia del prodotto
Light Blue pour Femme viene lanciato sul mercato nel 2001, subito dopo il classico Dolce & Gabbana Parfum, ed ispirato alle atmosfere del Mar Mediterraneo, secondo quanto dichiara la campagna pubblicitaria. 
Nel 2007, viene prodotta la versione maschile del profumo Light Blue pour Homme, che mantiene come unico richiamo alla confezione della versione femminile, il caratteristico tappo blu.

## Riconoscimenti
Nel 2008 Light Blue pour Femme ha vinto i premi statunitensi Allure nella categoria Best of Beauty, ed il Sephora Award come miglior profumo femminile. Light Blue pour Homme ha invece ottenuto numerosissimi riconoscimenti in Europa e negli Stati Uniti, tra cui il Men's Health Award spagnolo del 2007 come miglior profumo, il premio statunitense Allure nella categoria Men's Luxury, il Cosmopolitan Award spagnolo nella categoria Take Care of Yourself Award, mentre in Italia il riconoscimento di miglior profumo maschile dall'Accademia del profumo ed il FiFi Award come profumo dell'anno nel 2008.

## Promozione
La prima campagna pubblicitaria per il profumo, girata nel mare nei pressi di Capri, ha per protagonista il modello David Gandy impegnato in una sensuale scena d'amore con la modella Marija Vujović, il tutto sulle note di Parlami d'amore Mariù, interpretata da Achille Togliani. 
Dal 2010 la Vujovnic è stata sostituita con un'altra famosa modella: Anna Jagodzińska. Nel nuovo spot la scena del bacio, definita da statisti inglesi come tra le più sensuali mai concepite per una pubblicità, si svolge su una banchina di cemento anziché sul gommone bianco.
Nella campagna del 2013, è Bianca Balti a interpretare la parte femminile. In tutti e tre gli spot, la pubblicità viene interrotta nel "momento clou" dal ciak, in cui è scritto che si tratta della scena n°69, mentre il numero della ripresa varia a seconda della cronologia degli spot (quindi prima, seconda e terza).